# Josef Samsour
Josef Samsour (7. srpna 1870 Vatín – 4. března 1930 Brno-Černovice) byl český římskokatolický kněz, profesor církevních dějin a církevní historik.

## Život
Syn Václava Samsoura, který se dne 17. února 1857 v Obyčtově oženil s Antonií, dcerou Jana Sedláčka.
Absolvoval gymnázium v Chrudimi a následně teologická studia v kněžském semináři v Brně. Kněžské svěcení přijal 21. prosince 1892 v Brně. V běžné duchovní správě působil poměrně krátce: jako administrátor farnosti Brod nad Dyjí (od 1. srpna 1893) a kooperátor ve farnosti Dolní Dunajovice (od 1. října 1893). Následně byl s ohledem na své intelektuální schopnosti uvolněn k dalšímu studiu. Tato studia vykonal na vídeňském Frintaneu (K. u k. höheres Weltpriesterbildungsinstitut zum hl. Augustin), kde také dosáhl doktorátu z teologie.
Od roku 1897 se stal katechetou na Českém ústavě ku vzdělávání učitelek v Brně, od roku 1899 na Státní německé reálce v Brně a od roku 1900 opětovně na Českém ústavě ku vzdělávání učitelek v Brně.
V roce 1902 byl jmenován profesorem církevních dějin a od roku 1907 navíc i kanonického práva v Biskupském alumnátě v Brně, kde setrval až do roku 1925. Mimo to byl také přísedícím biskupské konzistoře, cenzorem, spirituálem a zpovědníkem sester Řádu sv. Voršily v Brně. Bydlel v Brně na Sirotčí ulici, č. p. 14, v domě, patřícím Kongregaci Milosrdných sester III. řádu sv. Františka pod ochranou sv. Rodiny. V roce 1926 byl v důsledku přepracování (které se značně podepsalo na jeho zdraví) uvolněn na zdravotní dovolenou z níž následně přešel do trvalé výslužby. Zpočátku zřejmě bydlel nadále u sester jako soukromá osoba. Kvůli dále progredujícím obtížím, které již nebyly zvládnutelné v domácím prostředí, však musel být později hospitalizován.
Zemřel dne 4. března 1930 v Zemském ústavu pro choromyslné v Brně-Černovicích, zaopatřen svátostmi církve. Jako příčina smrti byla určena stařecká demence. Jeho tělesné pozůstatky byly pohřbeny v Obyčtově do hrobu jeho rodičů. Pohřební obřady vedl R.D. František Petrle, emeritní farář z Ostrova nad Oslavou.
Václav Petera jej zahrnul do svého díla Géniové církve a vlasti, kde v jeho biogramu poznamenal, že svému oboru obětoval i zdraví.

## Dílo

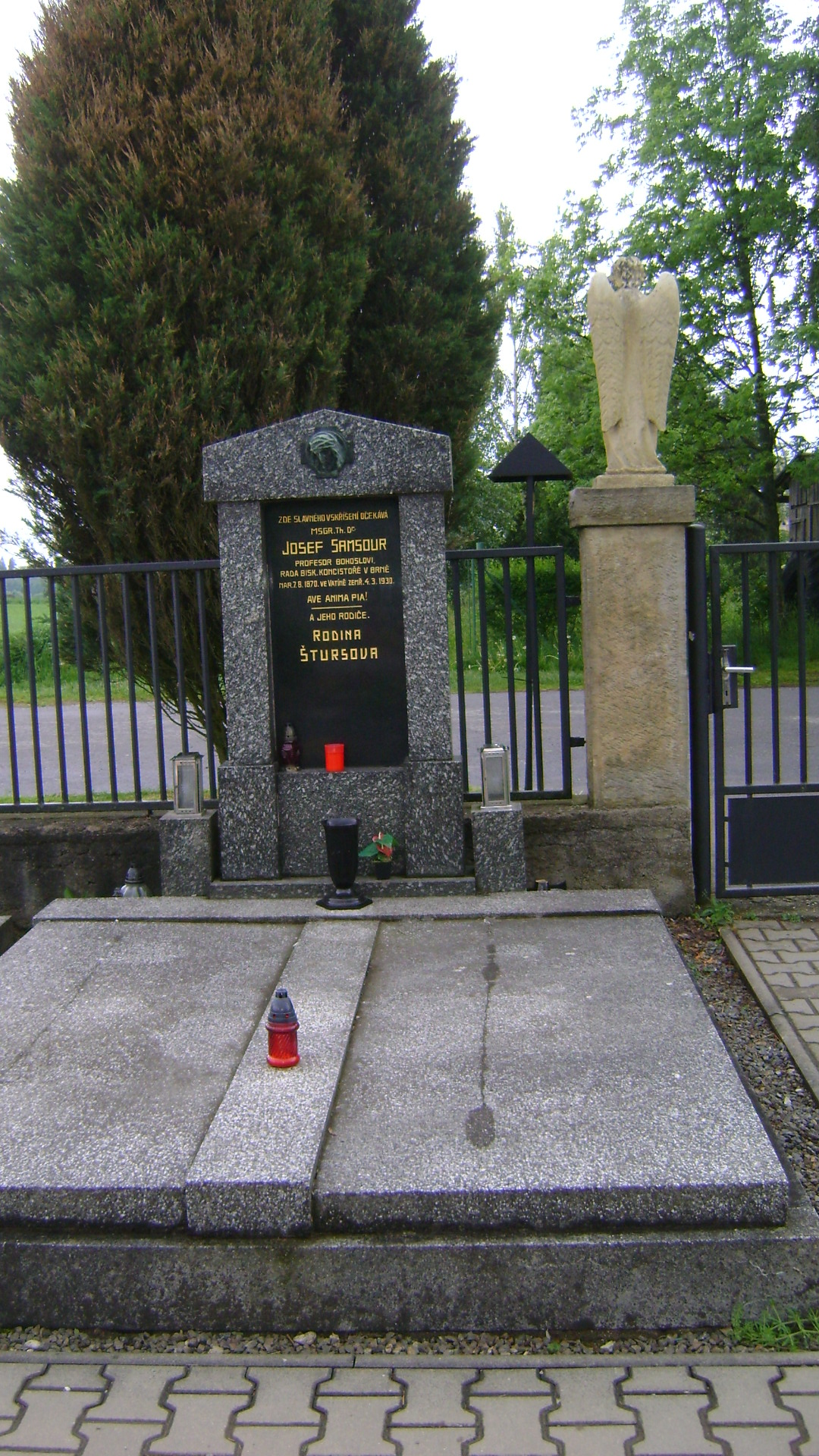
Hrob Josefa Samsoura a jeho rodičů v Obyčtově

### Samostatné publikace
- Compendium Historiae Ecclesiasticae: in usum clericorum seminarii Brunensis/concinnavit Franciscus Zeibert, Brno 1903
- Církevní dějiny obecné, Praha 1907
- Dějiny alumnátu brněnského, Brno 1908
- Tři časové otázky, Praha 1908
- Papežové v dějinách, Brno 1908
- Základy patrologie: Se zvláštním zřetelem k dějinám dogmatu 1908
- Několik statí z dějin a života církve katolické, Praha 1908
- Inkvisice církevní, 1908
- Obrazy z dějin církve katolické: Církev a vzdělanost ve středověku: Galileo Galilei a jeho odsouzení, Praha 1910
- Prodej věcí movitých ze zrušených klášterů za Josefa II. na Moravě, Brno 1911 (online)
- Rychlé rozšíření křesťanství v prvních třech stoletích a jeho příčiny, Praha 1917

### Časopisecké studie
- Sociální význam svěcení neděle (vych. v časopise Hlídka v r. 1900)
- Dějiny alumnátu brněnského. K stoletému výročí jeho trvání (vych. v časopise Hlídka v l. 1907-1908)[5]
- Církev a ordálie (vych. v časopise Hlídka v r. 1911)[5]
- K dějinám generálních seminářův (vych. v časopise Hlídka v l. 1917-1918)[5]
- Rozluka manželská a civilní sňatek (vych. v časopise Hlídka v r. 1919)